# Turid Smedsgård
Turid Smedsgård est une ancienne handballeuse internationale norvégienne qui évoluait au poste de gardienne. Elle a notamment joué pour les clubs de Glassverket IF, Nordstrand IF et Bækkelagets SK.
Avec l'équipe de Norvège, elle participe notamment au Championnat du monde 1982 en Hongrie.